# Zgornji Gabernik
Zgornji Gabernik je razloženo naselje v Občini Rogaška Slatina.
Naselje se nahaja na severozahodnem obrobju Zgornjesotelskega gričevja, vzhodno od prelaza, čez katerega je pri Pečici speljana cesta Poljčane-Podplat, na jugozahodnem vznožju Boča in pod gozdnatimi strminami hribov Galke (692 mnm) ter Dreveniške gore (786 mnm). V bližini naselja je več vrelcev naravne mineralne vode, od katerih so nekatere izkoriščali že v 19. stoletju, danes pa so povečini v lasti družbe, ki lastniško upravlja Zdravilišče Rogaška Slatina in tamkajšnjo polnilnico mineralne vode.

## Imena naselja
V času Avstro-Ogrske se je naselje Zgornji Gabernik imenovalo Oberngabernik. Leta 2002 so je izvedla sprememba imena naselja iz »Zgornji Gabrnik« v »Zgornji Gabernik«.